# صرصور الكهف العملاق
صرصور الكهف العملاق (بالإنجليزية: giant cave cockroach)‏، (الاسم العلمي: Blaberus giganteus) يعرف أيضًا بإسم الصرصور البرازيلي (بالإنجليزية: Brazilian cockroach)‏ هو نوع من الصراصير البرية ينتمي عائلة الصرصوريات العملاقة وأحد أكبر أنواع الصراصير حجمًأ في العالم، موطنة الأصلي وسط وجنوب القارة الامريكية.

## الوصف
يعتبر صرصور الكهف العملاق واحد من أكبر انواع الصراصير حجما في العالم، حيث يصل الذكر منه الى طول 7.5 سنتيمتر (3.0 بوصة) بينما يمكن أن يصل طول الأنثى الى 10 سنتيمتر (3.9 بوصة)، تتميز هذه الصراصير ببنية جسدية خفيفة وأجسام مسطحة تساعدها على الاختباء في الشقوق هربًا من المفترسات، أجسامها بلون بني فاتح مع علامات سوداء مميزة.
إمتداد أجنحة هذا النوع قد يصل الى 15 سنتيمتر (5.9 بوصة)، يمتلك كل من الذكور والاناث زوج من القرون الخلفية، إلا أن الذكور يتميزون بإمتلاكهم زوج إضافي من الزوائد الصغيرة الشعرية بخلاف الاناث.
الصراصير البالغة تمتلك زوجين من الأجنحة مطوية فوق البطن، إلا أن قدرته على الطيران محدودة وخاصة الأنثى التي تكون أثقل وزناً.

## الإنتشار
يستوطن هذا النوع منطقة الاقليم المداري الجديد ويمكن العثور عليه في الكهوف والغابات المطيرة في المكسيك، غواتيمالا، بنما، كولومبيا، الإكوادور، فنزويلا، كوستاريكا، البرازيل، ترينيداد وتوباغو، كوبا، الدومنيكان، غيانا، سورينام، غويانا الفرنسية.
يفضل العيش في البيئات الرطبة والمظلمة مثل الكهوف، تجاويف الاشجار، الشقوق الصخرية.

## دورة الحياة
مثل معظم الصراصير، يمر هذا النوع بعملية التطور الناقص، أي أن التحور من الطور اليفعي الى البالغ يحدث بشكل تدريجي، تتكون دورة حياتها من ثلاث مراحل مميزة: البيضة، الحورية، البالغة، ولا يكون التكاثر وتطور الأجنحة ممكنًا إلا في المرحلة البالغة.
يمكن أن تمر هذه الصراصير بطور حورية طويل يكون مصحوب بعدد من الانسلاخات الاضافية تعزى لأسباب مختلفة، إحدى الفرضيات تقترح أن غياب الاحتكاك والتحفيز المتبادل اللذان يحدثان غالبًا في حياة المستعمرات، قد يؤدي إلى تباطؤ عملية النمو، كما أن درجات الحرارة المنخفضة ونقصان الرطوبة يمكن أن تؤدي الى تأخر النضج في الحشرة مما يعني زيادة عدد الانسلاخات، يعتبر هذا التأخر نوع من استجابة الحشرة للظروف البيئية غير المناسبة وتكيفها مع المحيط، كما يمكن اعتباره الية دفاعية ضد الافتراس.
يمكن أن تصل دورة حياة هذا النوع الى 20 شهرًا وفقًا للظروف البيئية والتغذية.

## التغذية
يعتبر صرصور الكهف العملاق حيوان قارت وقمام، إلا أن معظم نظامها الغذائي يتكون من البقايا النباتية المتحللة.
تشمل مصادر غذائها الأخرى: روث الخفافيش، الفواكه، البذور، والجيف، حيث يمكن ملاحظة ارتباط وجودها بمستعمرات الخفافيش. إلا أنها تميل الى تفضيل المواد السكرية واللحوم والنشويات في غذائها اليومي.

## دفاعها ضد الفطريات
يتميز هذا النوع من الصراصير بإمتلاكه نظام مناعة خلطية، حيث يمكن ملاحظة إنتاج بروتينات معينة وتنشيطها عند الاستجابة لوجود مستضد.
الجسم الدهني [الإنجليزية] المسؤول عادة عن عملية تخزين الطاقة وتحريرها، يقوم بإنتاج عدة أنواع مختلفة من البروتينات عند حدوث تفاعل مع جدران الخلايا الفطرية، كما يٌظهر جهازها المناعي وجود ذاكرة محددة تشبه الى حد ما الموجودة لدى الجهاز المناعي في الثدييات.
يعد هذا التكيف مفيدًا للحشرات طويلة العمر، حيث يزداد احتمال تكرار تعرضها لنفس العدوى عدة مرات.

## التعايش الداخلي
كما هو الحال مع معظم الصراصير، يتمتع صرصور الكهوف العملاق بعلاقة تكافلية مع البكتريا الصرصرانية، والتي تقوم بدور المعالج الحيوي للنفايات النيتروجينية مثل اليوريا والأمونيا، حيث تحولها إلى أحماض أمينية يمكن للصراصير الاستفادة منها.
يُعد هذا التكيف مفيدًا جدًا للصرصور، نظرًا لأن نظامه الغذائي نباتي في الغالب ويُعتبر فقيرًا بالنيتروجين.

## معرض الصور

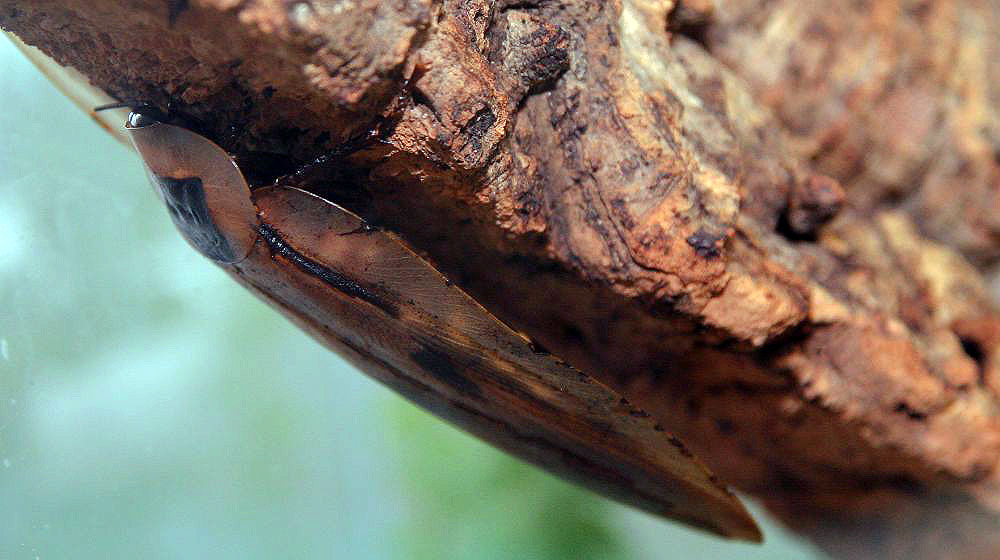
صورة لصرصور الكهف العملاق، تبين مدى تسطح أجسامها الذي يساعدها على الاختباء في الشقوق.
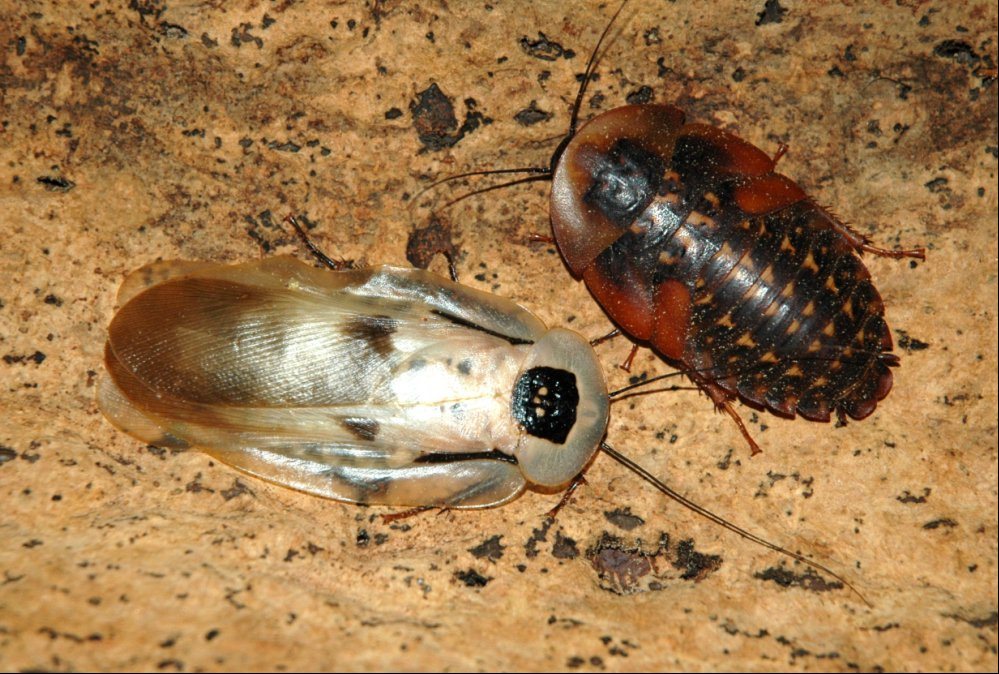
على اليمين طور الحورية، وعلى اليسار الصرصور البالغ.
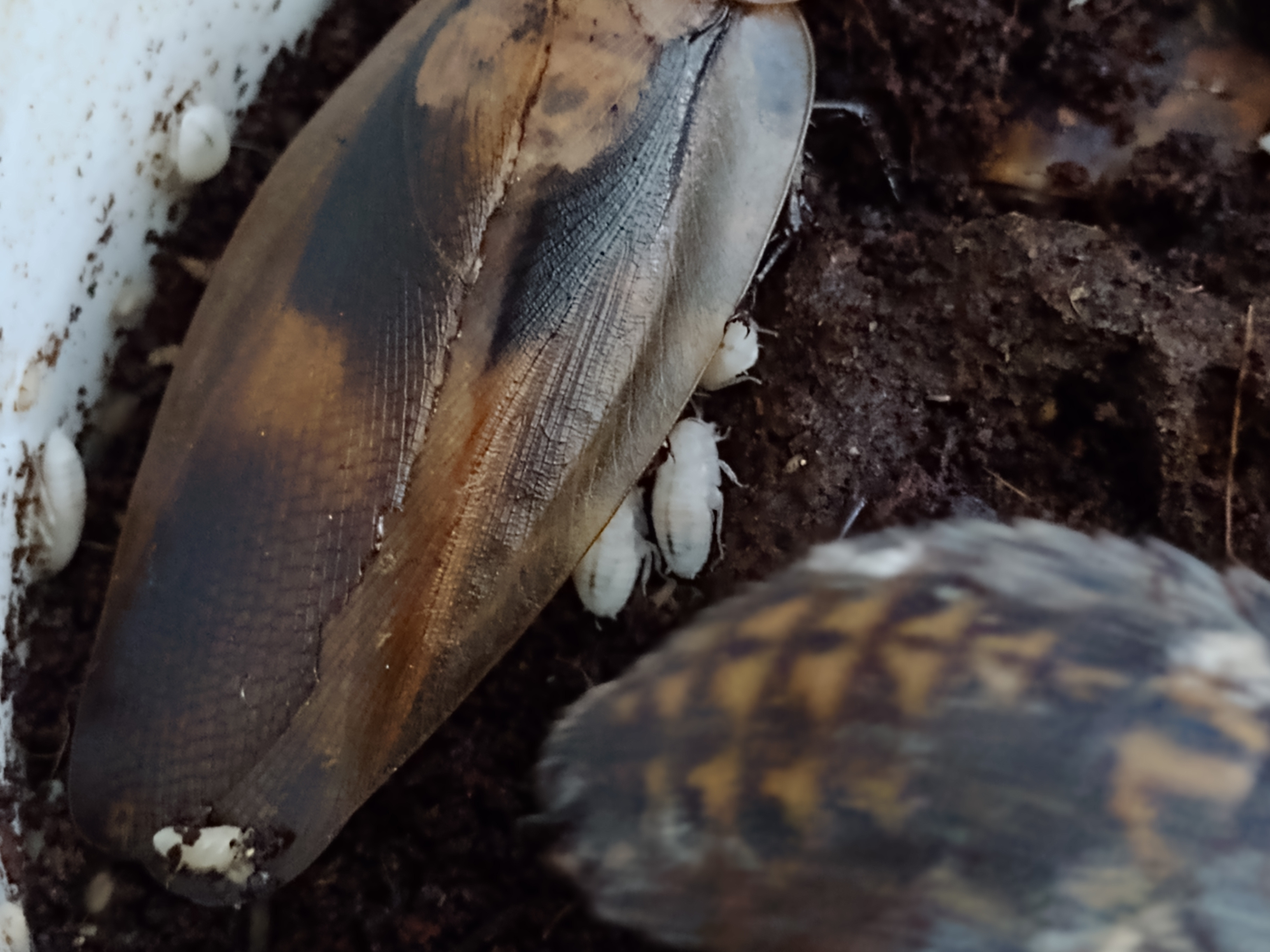
تظهر صغار الصرصور بعد التفقيس.
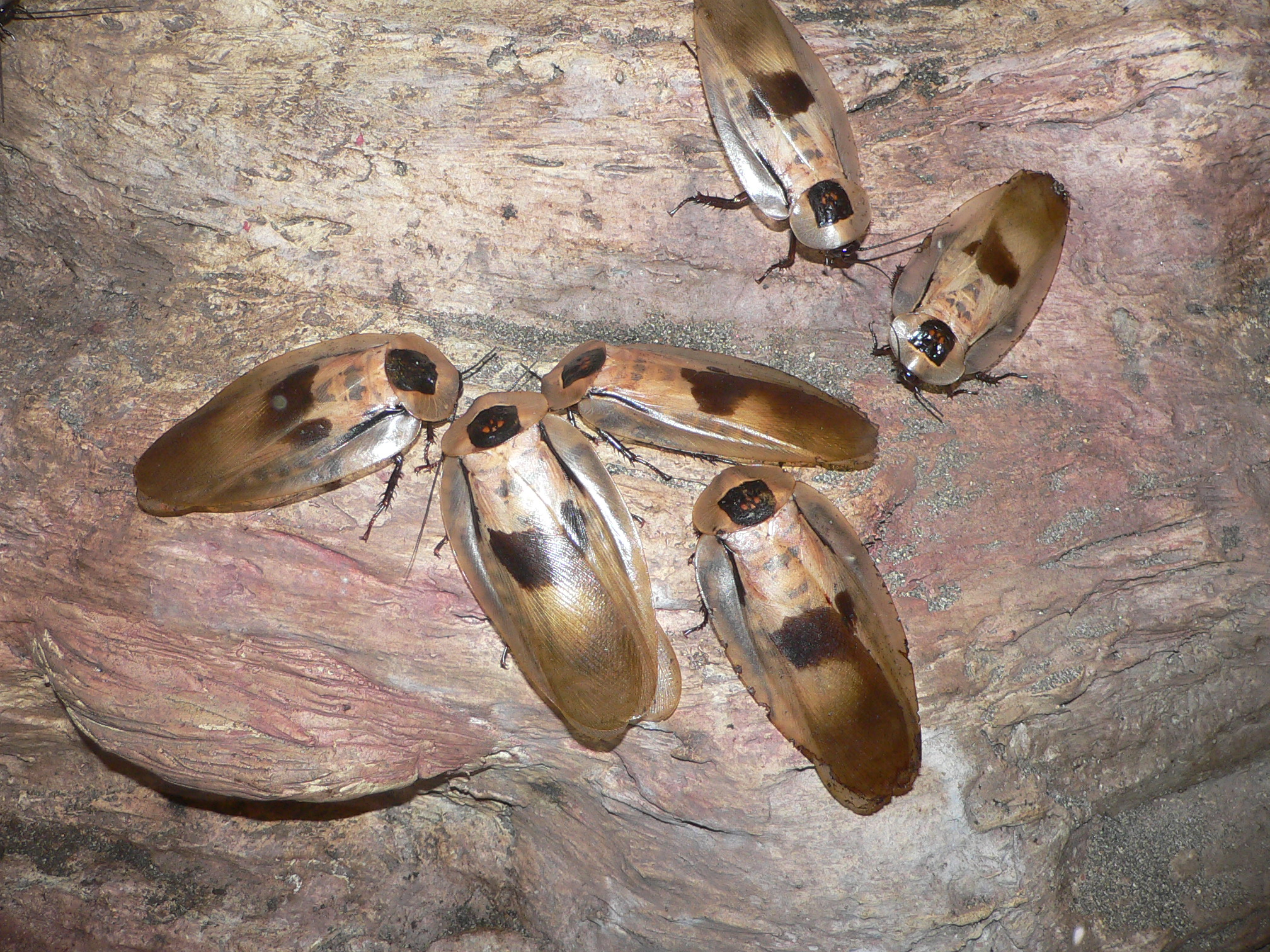
مجموعة من صرصور الكهف العملاق

## طالع أيضًا
- صرصور (جنس)
- صرصوريات
- صرصور تركستاني
- صرصور هائل طويل الأجنحة
- صراصير هائلة
- باراتروبس